# Mapa

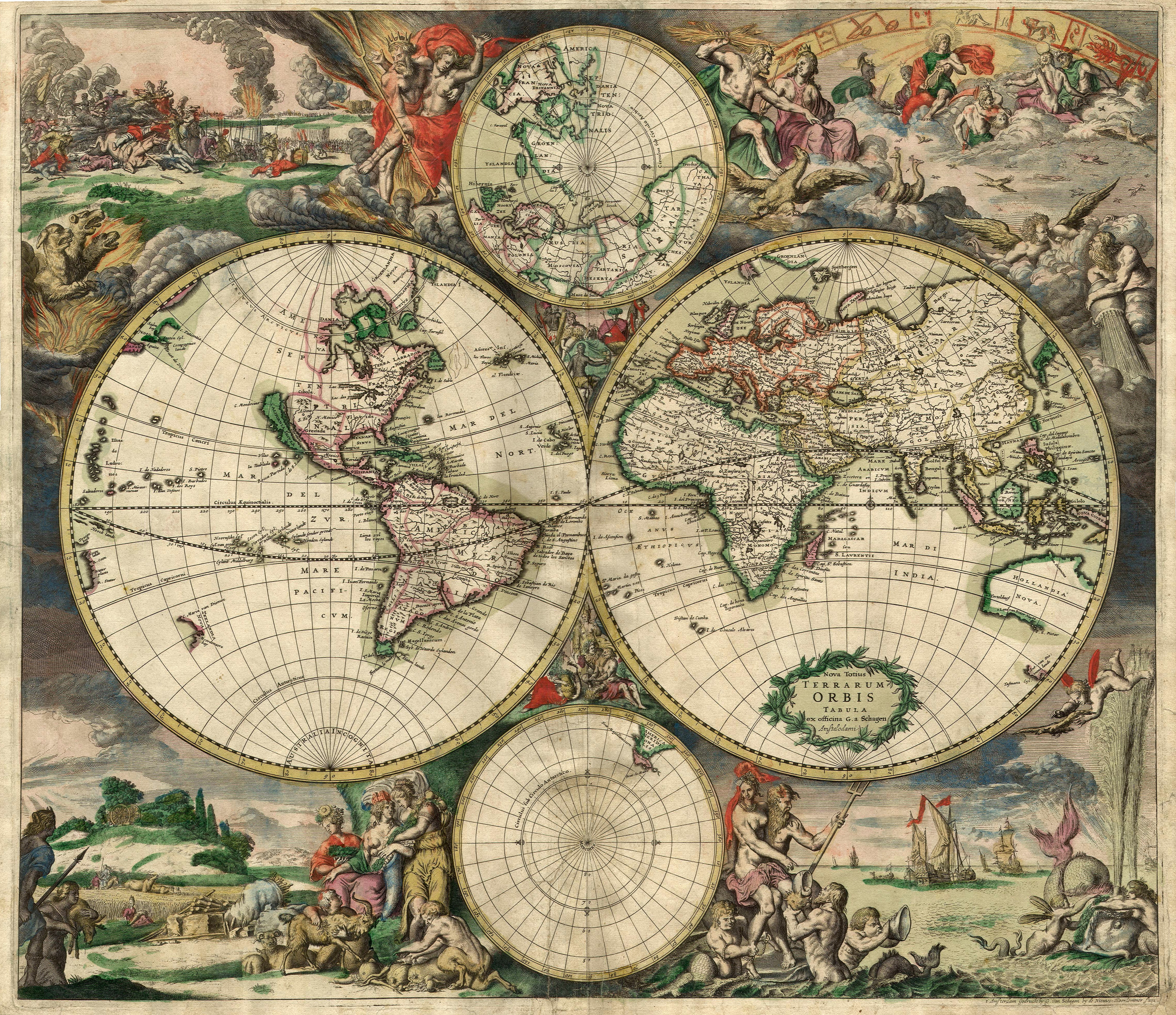
Mapa světa z roku 1689 (Amsterdam)

Mapa je zmenšené, zevšeobecněné a vysvětlené znázornění objektů a jevů na Zemi, ostatních nebeských tělesech nebo nebeské sféře, sestrojené obvykle podle některého ze zobrazení na rovině a vyjadřující pomocí smluvených znaků rozmístění a vlastnosti objektů a jevů vázaných na jmenované povrchy. Pokud se jedná o zobrazení na kouli, nazýváme ji glóbus.
Mapu můžeme označit za model reálného světa, v žádném případě není dokonalým obrazem naší reality. Nelze na ní nalézt vše, ale naopak může znázornit i jevy, které nejsme jinak schopni vnímat. Skutečnost může potlačit i zdůraznit. Souborně informace zaznamenané na mapách označujeme jako „prostorové informace“.
Slovo mapa je punského původu. Výraz mappa označoval kousek plátna, ubrousek.

## Zkreslení
Každá mapa má určité zkreslení, které je dané zvoleným kartografickým zobrazením. Toto zobrazení je způsob, jakým se převádí zobrazení povrchu Země (či jiného nebeského tělesa) z trojrozměrného zakřiveného povrchu referenčního elipsoidu či koule do roviny.
Zkreslení daného kartografického zobrazení deformuje plochy, délky, úhly či tvary zemského povrchu. Zkreslení je tím větší, čím menší je měřítko mapy. Pomocí měřítka nelze z map malých měřítek přesně odečítat ani vzdálenosti ani úhly. Zkreslení nedosahují v celé ploše mapy stejných hodnot, ale mění se. Myšlená spojnice míst se stejným zkreslením se nazývá ekvideformáta.[zdroj?]

Velikost zemí v Mercatorově zobrazení a ve skutečnosti (na referenční ploše)

Různá mapová zobrazení se používají minimálně od 6. století před naším letopočtem, kdy Thalés z Milétu použil gnómonické zobrazení pro hvězdné mapy. Jedno z nejznámějších, Mercatorovo zobrazení, prezentované v roce 1569, se vyznačuje například velkým zkreslením ploch, kdy celky dále od rovníku se jeví větší, než ve skutečnosti jsou.

### Druhy zkreslení
1. Délkové zkreslení: Je závislé na poloze bodu a na směru úsečky, která z něho vychází. Určuje se ve směru poledníkovém a rovnoběžkovém.
2. Plošné zkreslení: Je poměr plochy na mapě k jejímu obrazu na referenční ploše.
3. Úhlové zkreslení: Je rozdíl velikosti úhlu na zobrazovací ploše a jeho obrazu na referenční ploše.

## Obsah map
Prvky tvořící obsah mapy lze členit podle jejich původu, charakteru a významu na:

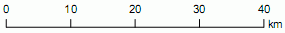
Příklad matematického prvku mapy – grafické měřítko

### Matematické prvky
Tyto prvky tvoří konstrukční základ mapy. Patří sem:
- kartografické zobrazení
- geodetické podklady (bodové pole)
- měřítko mapy
- souřadnicové sítě
- rám mapy
- klad listů
- kompozice (uspořádání) mapy

### Kompoziční prvky
Kompoziční prvky tvoří kompozici mapy. Některé z nich by měly být až na výjimečné případy součástí každé mapy (minimálně informace o měřítku a legenda mapy). Patří mezi ně:
- mapové pole,
- název mapy,
- legenda,
- informace o měřítku mapy,
- tiráž (informace o zdroji dat a použitém souřadnicovém systému)
- a nadstavbové kompoziční prvky (směrovka, grafy, obrázky aj.).

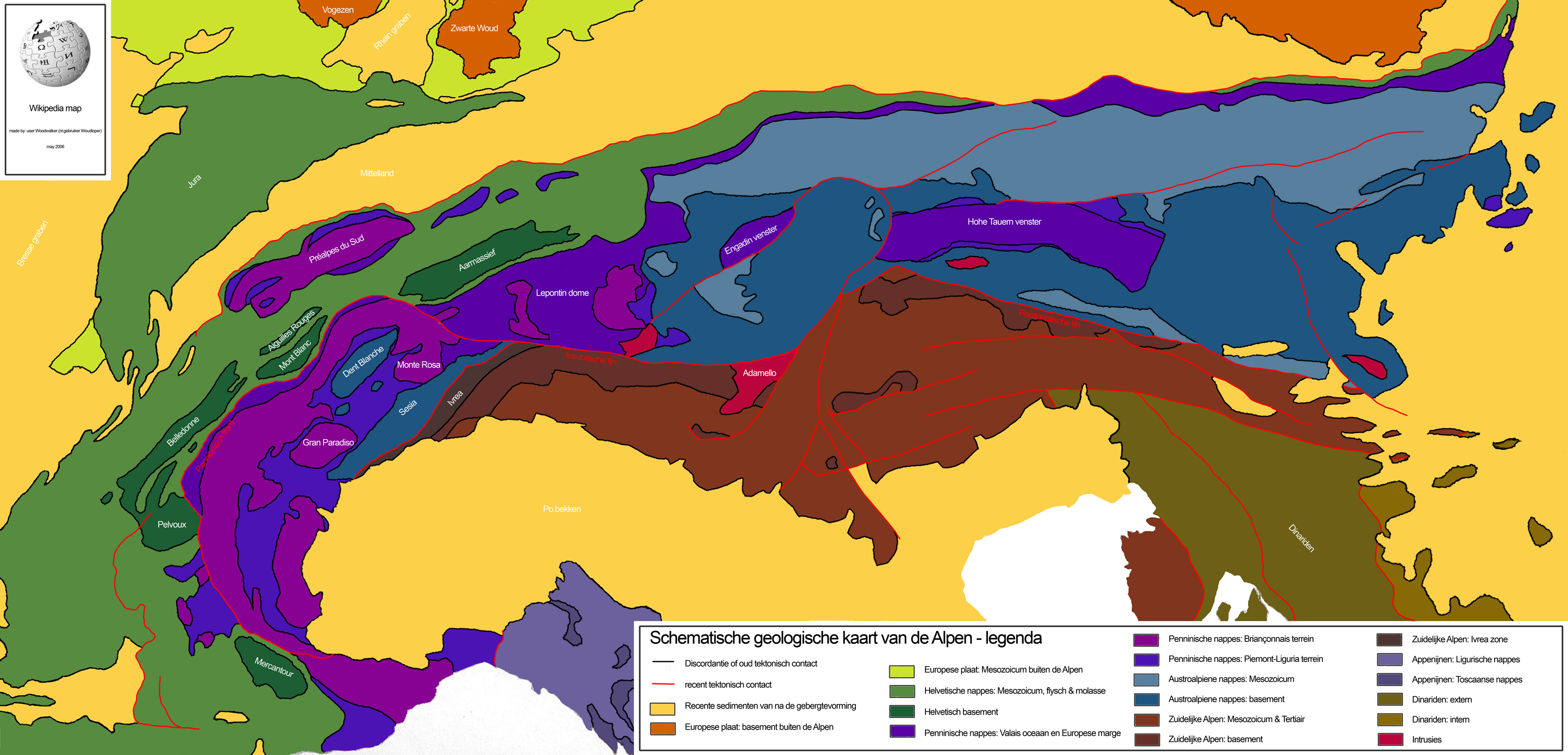
Příklad fyzickogeografických prvků v mapě – schematická geologická mapa Alp

### Fyzickogeografické prvky
- vodstvo (oceány, moře, řeky, jezera, umělé vodní plochy, atd.)
- reliéf (výškopis, kóty, atd.)
- vegetace (a její typy)
- půdy
- podložní horniny
- další přírodní složky krajinné sféry

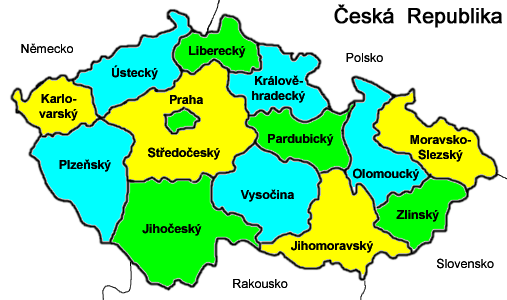
Příklad socioekonomických prvků v mapě – hranice krajů ČR

### Socioekonomické prvky
- sídla
- komunikace (pozemní, námořní, letecké, atd.)
- socioekonomické jevy a objekty (průmyslové, zemědělské, správní, atd.)
- hranice
- jiné lidské výtvory

## Dělení map
Mapy lze členit z mnoha hledisek (účel užití, způsob vzniku, vyjadřované skutečnosti, měřítka, územního rozsahu atd.).

### Podle obsahu

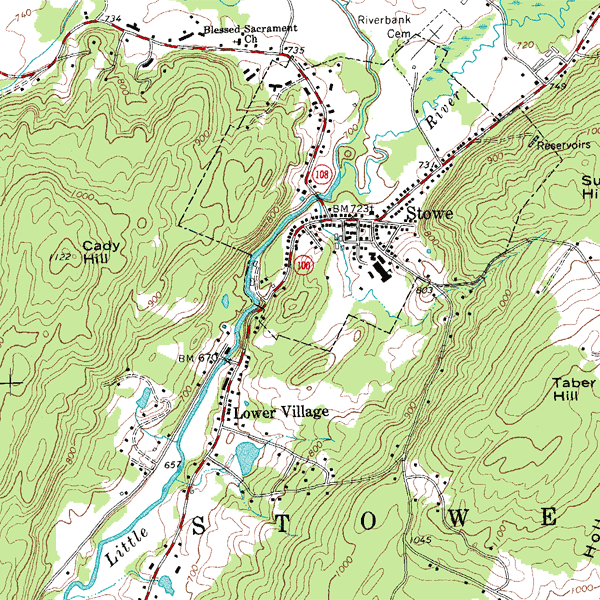
Příklad topografické mapy

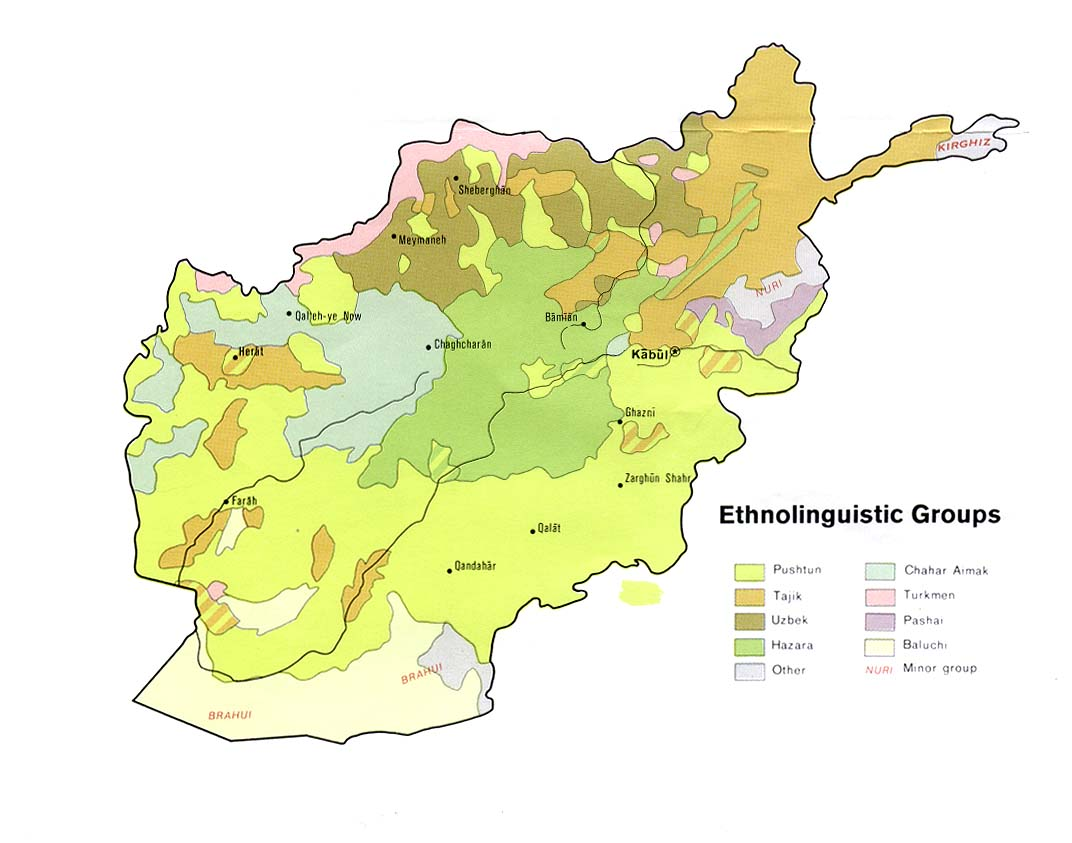
Mapa etnolingvistických skupin obyvatel Afghánistánu – příklad tematické mapy

- topografické – místopisné, zobrazují zejména co nejpodrobněji geografickou realitu (povrchové jevy) v daném měřítku, typicky vojenské nebo turistické mapy
- (vše)obecně zeměpisné – zobrazují přehledně geografické celky, s vysokou mírou generalizace (zjednodušení, výběrovost) fyzickogeografických i socioekonomických prvků
- fyzické – zachycují jen prvky fyzickogeografické sféry (jen pro kontext se na nich vyznačují nejvýznamnější sídla a případně správní hranice)
- politické – zobrazují administrativní členění (státy a správní celky, pomocí hranic a barevných ploch), fyzická stránka je zcela vynechána nebo jen naznačena (vodní toky, stínování reliéfu)
- tematické – účelové, speciální, s přednostně vymezenou tematikou v rozsahu jednoho nebo skupiny obsahových prvků, ostatní prvky mohou být potlačeny nebo vynechány
- katastrální – mapy největších měřítek, zachycují hranice a druhy pozemků (jiné prvky na nich nebývají)

### Podle rozsahu zobrazeného území
- mapy světa (planisféry, svět zobrazen na jednom listu)
- mapy zemských polokoulí (hemisféry; západní, východní, severní, jižní polokoule)
- mapy kontinentů, moří a oceánů
- mapy států, jejich skupin či částí (regionů daných politickosprávním, hospodářským nebo fyzicko-geografickým vymezením)

### Podle účelu
- mapy pro státní správu a územní plánování (státní mapová díla, katastrální, technicko-hospodářské, politické)
- mapy pro vědu, kulturu a osvětu (školní, turistické, hospodářské, politické)
- mapy pro obranu státu (vojenské operační, taktické) – zpravidla podléhají utajení
- mapy pro výuku (příruční atlasové, nástěnné, politické, slepé)
- mapy pro orientaci (turistické, vodácké, plány měst, automapy, pohledové mapy, orientační běh)
- mapy pro propagační, reklamní a propagandistické účely (agitační, reklamní, propagační)
- mapy pro sport (lyžařské, vodácké, pro orientační běh)
- mapy pro zemědělství a lesnictví (lesnické, zemědělské, myslivecké, fytocenologické)
- mapy pro vodní hospodářství a meteorologii (meteorologické, vodohospodářské)
- mapy pro dopravu (námořní, silniční, železniční, letecké, cyklistické)

### Podle měřítka
- mapy malého měřítka – měřítka menší (s větším jmenovatelem) než 1 : 1 000 000, znázorňují rozsáhlá území (celé státy, části kontinentů, celé kontinenty), typická pro školní mapy a atlasy – jsou znatelně až silně zkreslené (zkreslení působí hlavně zakřivení Země)
- mapy středního měřítka – měřítka 1 : 200 000 až 1 : 1 000 000, typická např. pro automapy
- mapy velkého měřítka – měřítka větší (s nižším jmenovatelem) než 1 : 200 000, zobrazují pouze malá území (správní celky, regiony, obce), typická pro turistické mapy a plány měst – jsou jen minimálně zkreslené (zkreslení způsobuje hlavně členitý georeliéf)

### Podle formy záznamu
- mapy digitální (mapové prvky jsou vyjádřeny v digitální formě, rozčleněny do tematických vrstev a uloženy v paměti počítače)
- mapy analogové (klasické „papírové“ ručně vyhotovené mapy)
- mapové transparenty (diamapy, určené pro promítání)
- mapy reliéfní (plastické mapy, s fyzickým vyjádřením výškové členitosti území)
- tyflomapy (mapy pro nevidomé a slabozraké)

### Podle způsobu vzniku
- mapy původní (vzniklé na základě přímého a původního mapování, viz topografické mapy, též prvotním využitím leteckých a kosmických snímků, nebo prvotním zpracováním statistických údajů, viz tematické mapy)
- mapy odvozené (zpracované na podkladě již existujících map nebo digitálních databází, zpravidla většího měřítka a podrobnějšího obsahu)

### Podle časového hlediska
- mapy statické (zobrazují předměty a jevy k určitému datu)
- mapy dynamické (zachycují vývoj v čase, v časové řadě)
- mapy genetické (vznik a vývoj jevu v čase i prostoru za určité údobí)
- mapy retrospektivní (rekonstrukce stavu objektů v minulosti)
- mapy prognostické (odhad vývoje jevu v budoucnosti)

podle vzniku lze definovat také
- mapy staré (stará mapová díla, vytvořená v minulosti)

- mapy historické (zpětně rekonstruovat stav území v určitém historickém období)

## Falzifikace map
Protože experti v Sovětském svazu byli schopni na základě volně dostupných informací vytvořit jedny z nejpodrobnějších map světa, a protože jakákoliv mapa nese informace, která může být zneužita, začala se ve 30. letech 20. století provádět v Sovětském svazu falzifikace map. Na veřejně dostupných mapách bylo měněno téměř vše, od označení domů a jejich polohy na ulicích po polohu cest a vodních těles. Zkreslování map se v Sovětském svazu provádělo až do devadesátých let 20. století, kdy se začalo pracovat s leteckou a vesmírnou fotografií.
Přesné mapy měla k dispozici pouze armáda a tajné služby. Tyto mapy byly často podrobné do takové míry, kterou neznali ani obyvatelé dané oblasti, např. u silnic byla vyznačena šířka, materiál, podloží a kvalita, u mostů nosnost a stavební materiál, nebo na jaké palivo jsou kamna pastevců v horách.
Podobně se „upravovaly“ údaje v mapách i řadě dalších zemí, V současné době se mění často údaje na mapách digitálních, aby bylo možné prokázat jejich zneužití neoprávněným uživatelem.